# Arrêt Prince Napoléon
Par l'arrêt Prince Napoléon du 19 février 1875, le Conseil d'État français abandonne la théorie du mobile politique pour définir les actes de gouvernement, actes non susceptibles de recours contentieux, telle qu'elle avait été définie par l'arrêt Lafitte du 1er mai 1822.

## Les faits
Le prince Napoléon-Jérôme Bonaparte, nommé général de division en 1853 par son cousin Napoléon III, se plaint que l'annuaire militaire de 1873, trois ans après la chute du Second Empire, ne mentionne plus son nom sur la liste des généraux. Le ministre de la Guerre, le général du Barail, lui répond que sa nomination « se rattache aux conditions particulières d'un régime politique aujourd'hui disparu et dont elle subit nécessairement la caducité ». Cette décision est déférée au Conseil d'État. L'administration oppose le caractère politique de la mesure attaquée. Mais le Conseil d'État se reconnaît compétent pour se prononcer sur la légalité de l'acte par lequel le gouvernement avait retiré au prince Napoléon son grade de général. Mais il rejette le recours au fond, suivant en cela les conclusions du commissaire du gouvernement David, qui a fait valoir que : « pour présenter le caractère exceptionnel qui le mette en dehors et au-dessus de tout contrôle juridictionnel, il ne suffit pas qu'un acte, émané du Gouvernement ou de l'un de ses représentants, ait été délibéré en conseil des ministres ou qu'il ait été dicté par un intérêt politique ».

## Le problème de droit
Un gouvernement peut-il abroger une décision prise par un régime politique disparu, si elle est marquée par un caractère politique ? Ici le titre de général de division que l'Empereur a attribué à un membre de sa famille, constituait-il au profit de celui-ci un grade dont la propriété lui était garantie par l'article 1er de la loi du 19 mai 1834? 

## Limites de l'arrêt
Le Conseil d'État élimine dans le cas présent la théorie du mobile politique. Il examine la légalité de l'acte sur le fond. En l'espèce, le prince Napoléon n'était pas fondé « à se plaindre de ce que son nom n'était pas porté sur la liste ».
Le commissaire du gouvernement David, qui fit valoir que : « pour présenter le caractère exceptionnel qui le mette en dehors et au-dessus de tout contrôle juridictionnel, il ne suffit pas qu'un acte, émané du Gouvernement ou de l'un de ses représentants, ait été délibéré en Conseil des ministres ou qu'il ait été dicté par un intérêt politique. »
Cet arrêt montre que le Conseil d’État réduit la théorie des actes de gouvernement en se déclarant compétent pour certains des litiges qui auraient pu s'y associer. Aujourd'hui, les actes de gouvernement sont résiduels. Il en existe désormais deux catégories: ceux liés à l’exercice des rapports entre l’exécutif et le Parlement (essentiellement la possibilité pour le gouvernement de déposer des lois) et ceux qui concernent les relations du gouvernement français avec l'étranger. 